# Amaranthaceae
Famille
Classification APG III (2009)
Les Amaranthaceae (Amaranthacées) sont une famille de plantes dicotylédones de l'ordre des Caryophyllales. Cette famille comprend plus de 800 espèces réparties en environ 75 genres.
Ce sont des arbustes ou des plantes herbacées, des régions tempérées à tropicales, largement répandues.
La famille des Amaranthaceae est notamment représentée par le genre Amaranthus, les amarantes ou amaranthes, qui comprend des plantes ornementales (amarante queue-de-renard), des plantes cultivées (betteraves) ou qui sont des adventices indésirables dans les cultures, ainsi que par les salicornes, les épinards et les blettes (anciennemenent des Chenopodiaceae).

## Étymologie
Le nom vient du genre type Amaranthus dérivé du grec α / a privatif, et μαραίνω / maraino, 
flétrir, en référence à la pérennité des inflorescences séchées de la plante.

## Classification
La classification phylogénétique a inclus toute la famille des Chenopodiaceae aux Amaranthaceae, soit plus de 100 genres et 1400 espèces.

## Description

### Appareil végétatif

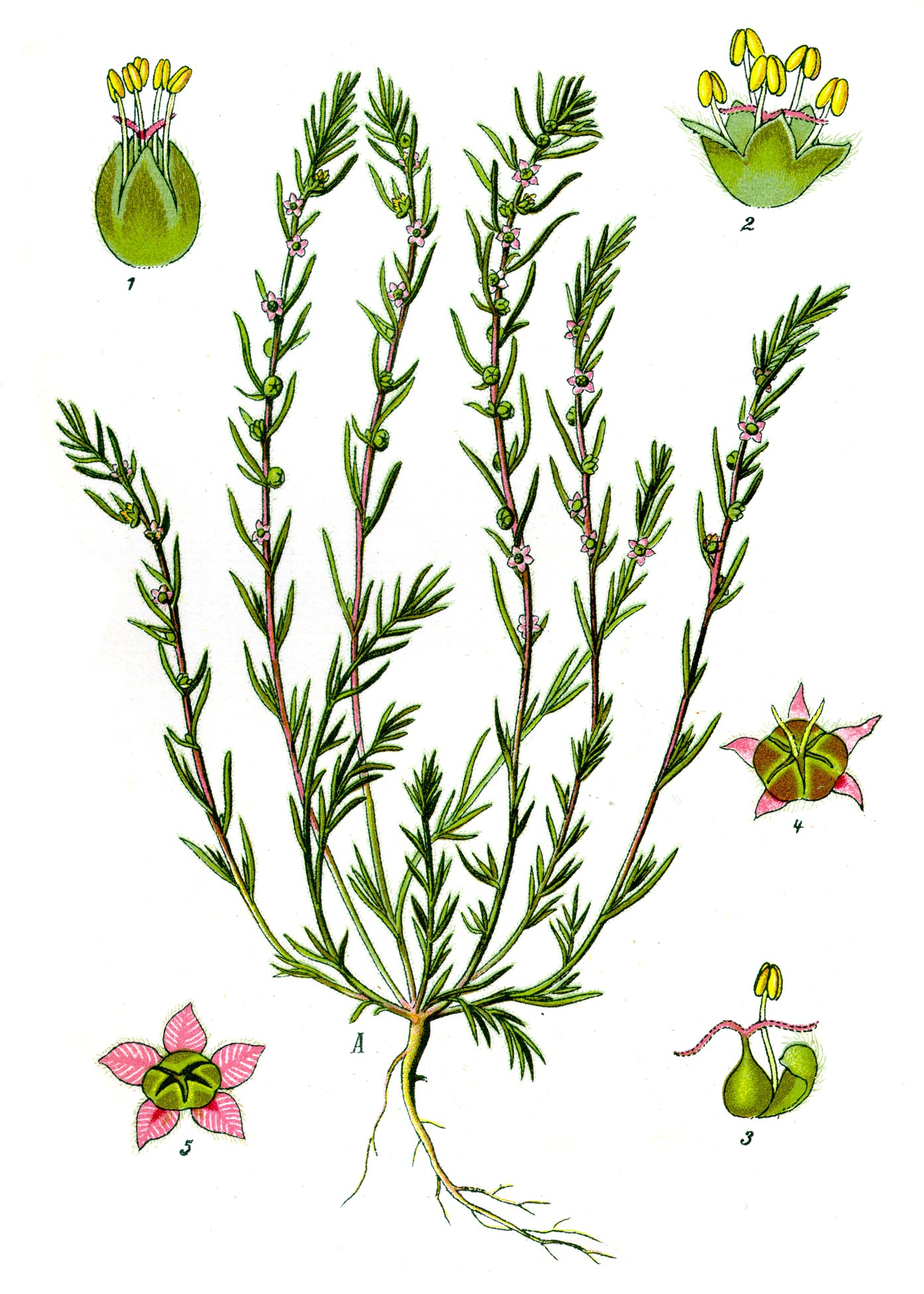
Bassia laniflora (Illustration), Camphorosmoideae.

La plupart des espèces d' Amaranthaceae sont des plantes herbacées annuelles ou vivaces ou des sous-arbrisseaux, certaines sont des arbustes ; très peu d'espèces sont des lianes ou des arbres. Certaines espèces sont succulentes. 
De nombreuses espèces ont des tiges aux nœuds épaissis. 
Le bois de la tige chez les espèces vivaces a une croissance secondaire typiquement « anormale ». C'est seulement chez la sous-famille des Polycnemoideae que la croissance secondaire est normale. 
Les feuilles sont généralement alternes, parfois opposées. Elles n'ont pas de stipules. 
Les feuilles simples sont plates ou cylindriques, leur forme est extrêmement variable, aux bords entiers ou dentés. Chez certaines espèces, les feuilles sont réduites à des écailles minuscules. Dans la plupart des cas, on ne trouve pas d'accumulations de feuilles basales ou terminales.

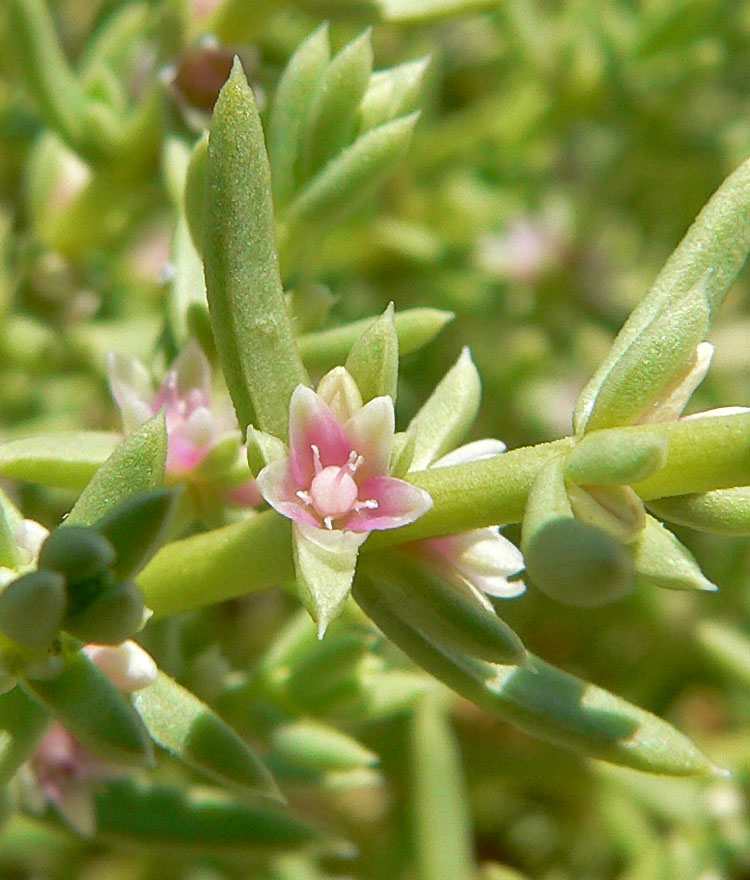
Fleur de Nitrophila occidentalis, Polycnemoideae.

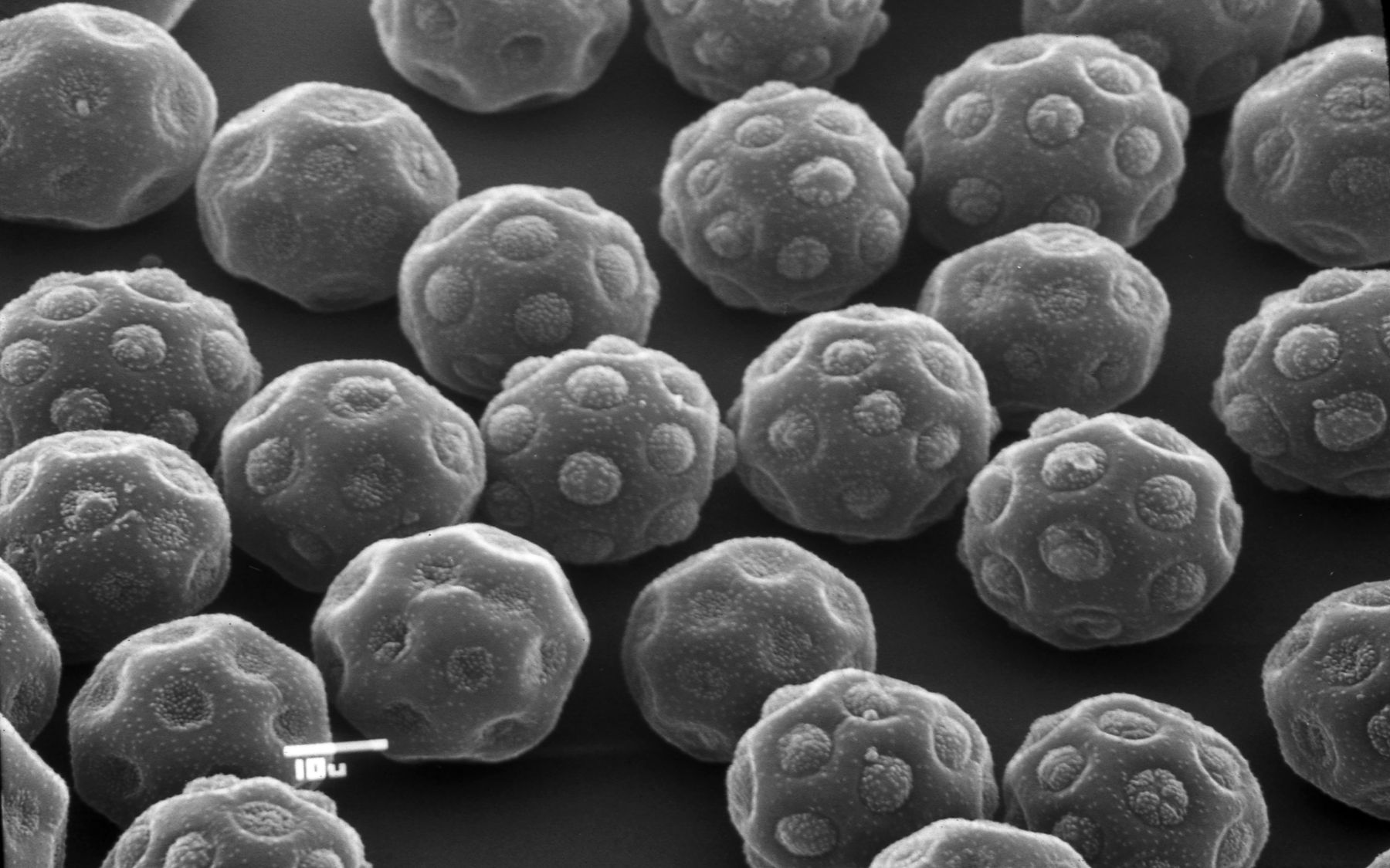
Grains de pollen de Halothamnus glaucus.

### Appareil reproducteur

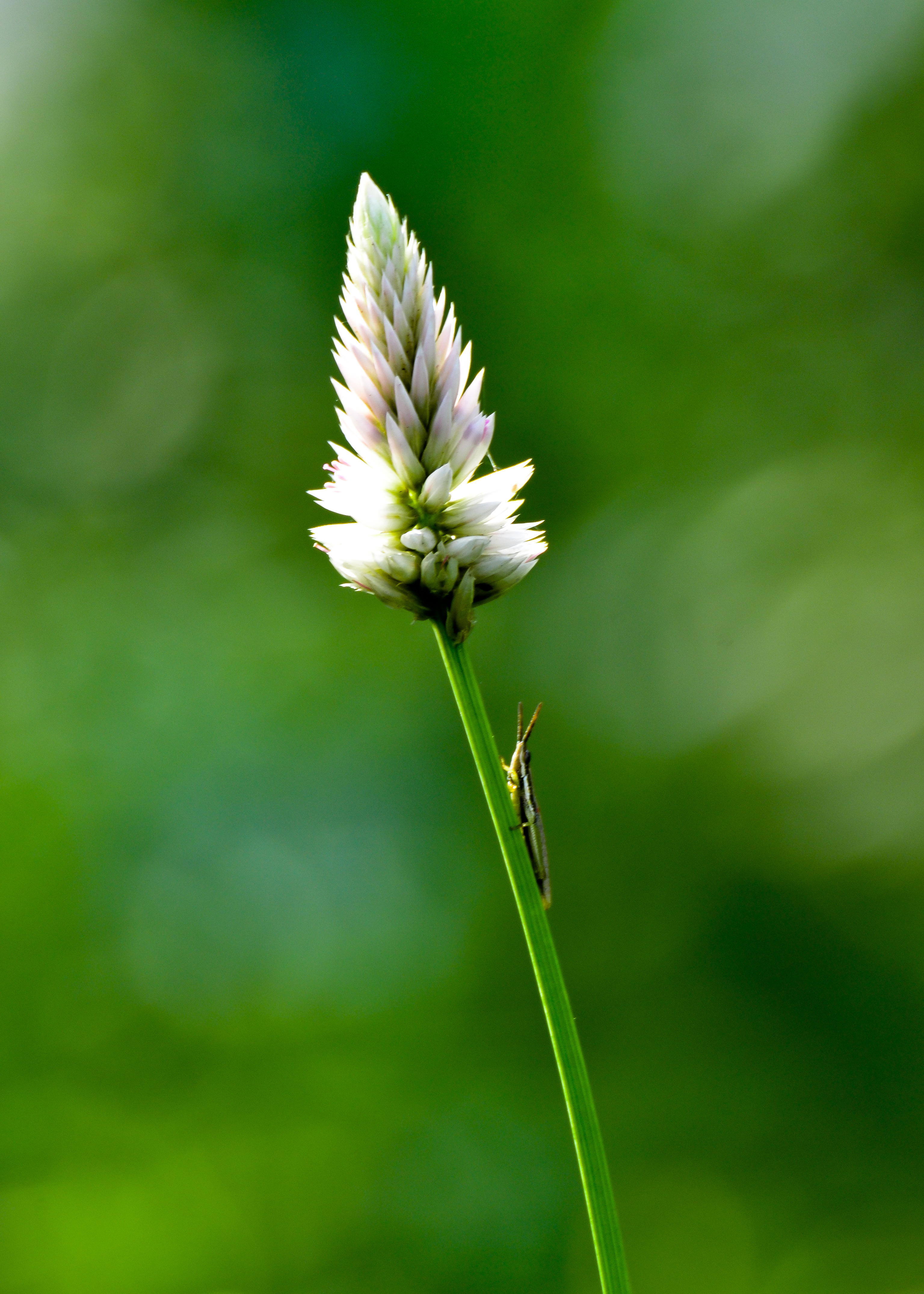
Fleur de « crête de coq » Celosia argentea à Tirunelveli (Inde).

Les fleurs peuvent être solitaires ou groupées en cymes, épis ou panicules, et typiquement parfaites (bisexuées) et actinomorphes. Certaines espèces ont des fleurs unisexuées. 
Les bractées et bractéoles sont herbacées ou scarieuses.
Les fleurs sont régulières avec un périanthe herbacé ou scarieux, composé de (1 à) la plupart du temps 5 (rarement 8) tépales, souvent soudés. On compte de 1 à 5 étamines, opposées aux tépales, ou alternées, insérées sur un disque hypogyne, qui peuvent avoir chez certaines espèces des appendices (pseudo-staminodes). Les anthères ont 2 ou 4 sacs polliniques (locules). Chez la tribu des Caroxyloneae, les anthères ont des appendices vésiculaires. Les grains de pollen sont sphériques avec de nombreux pores (pantoporé), le nombre de pores peut aller jusqu'à 250 (chez Froelichia). 
Les carpelles, au nombre de 1 à 3 (rarement 6) sont fusionnés en un ovaire supère avec un ovule basal (rarement 2).
Les diaspores sont des graines ou des fruits (utricules), le plus souvent le périanthe est persistant et modifié pour fournir un moyen de dispersion du fruit. 
Parfois, même les bractées et les bractéoles peuvent appartenir à la diaspore. 
Plus rarement le fruit est une capsule à déhiscence circulaire ou une baie. 
La graine, horizontale ou verticale, a souvent un tégument épaissi ou ligneux. L'embryon, vert ou blanc, est spiralé (et sans périsperme) ou annulaire (rarement rectiligne).

### Nombre chromosomique
Le nombre chromosomique de base est égal à 8 (plus rarement 6) ou 9 (plus rarement 17).

### Phytochimie
Chez les Amaranthaceae, la présence de pigments bétalaïne est très répandue.
Les espèces de l'ex-famille des Chénopodiacées contiennent souvent des isoflavones
La recherche phytochimique a permis d'isoler diverses substances telles que des méthylènedioxyflavonols, des saponines, des triterpénoïdes, des ecdystéroïdes, ainsi que des glucides spécifiques des racines.

### Types de photosynthèse
Avec environ 800 espèces qui sont des plantes en C4, les Amaranthaceae représentent le plus grand groupe ayant ce type de photosynthèse parmi les dicotylédones vraies (1600 espèces en C4).
Dans la famille, il existe plusieurs types de photosynthèse en C4, et environ 17 différents types d'anatomie des feuilles sont réalisés.
Par conséquent, cette voie de photosynthèse semble avoir été développée indépendamment environ 15 fois au cours de l'évolution de la famille. 
Les deux tiers des espèces en C4 appartiennent à l'ancienne famille des Chenopodiaceae. 
La première occurrence de photosynthèse en C4 est datée du début du miocène, il y a environ 24 millions d'années. 
Mais chez certains groupes, cette voie de photosynthèse a évolué beaucoup plus tard, il y a seulement 6 millions d'années (voire moins). 
L'origine multiple de la photosynthèse en C4 chez les Amaranthaceae est considérée comme une réponse évolutive à une pénurie permanente dans l'approvisionnement en eau associée à des températures élevées. Ces espèces plus efficaces pour l'utilisation de l'eau ont eu un avantage sélectif et ont pu se répandre dans des habitats secs ou arides.

## Taxinomie

### Liste des genres
Selon Catalogue of Life (3 juin 2016) :
- Acanthochiton
- Achyranthes
- Achyropsis
- Acroglochin
- Aerva
- Agathophora
- Agathophytum
- Agriophyllum
- Alexandra
- Allenrolfea
- Allmania
- Allmaniopsis
- Allochlamys
- Alternanthera
- Amaranthoides
- Amaranthus
- Amblogyna
- Anabasis
- Anthochlamys
- Argyrostachys
- Arthraerua
- Arthrocnemum
- Arthrophytum
- Atriplex
- Axyris
- Banalia
- Baolia
- Bassia
- Beta
- Bienertia
- Blitum
- Blutaparon
- Borsczowia
- Bosea
- Brachylepis
- Brandesia
- Brayulinea
- Calicorema
- Camphorosma
- Caroxylon
- Celosia
- Centema
- Centemopsis
- Centrostachys
- Ceratocarpus
- Ceratoides
- Chamissoa
- Charpentiera
- Chenolea
- Chenopodiastrum
- Chenopodium
- Chionothrix
- Choriptera
- Climacoptera
- Corispermum
- Cornulaca
- Cyathula
- Cycloloma
- Cyphocarpa
- Darniella
- Dasysphaera
- Deeringia
- Desmochaeta
- Didymanthus
- Digera
- Dissocarpus
- Dondia
- Dysphania
- Echinopsilon
- Einadia
- Enchylaena
- Eokochia
- Eriostylos
- Euxolus
- Everion
- Exomis
- Fadenia
- Froelichia
- Gamanthus
- Girgensohnia
- Gomphrena
- Gossypianthus
- Grayia
- Grubovia
- Guilleminea
- Gyroptera
- Hablitzia
- Halanthium
- Halarchon
- Halimione
- Halimocnemis
- Halimus
- Halocharis
- Halocnemum
- Halogeton
- Halopeplis
- Halosarcia
- Halostachys
- Halothamnus
- Halotis
- Haloxylon
- Hammada
- Hebanthe
- Henonia
- Hermbstaedtia
- Heterostachys
- Holmbergia
- Horaninovia
- Iresine
- Kali
- Kalidiopsis
- Kalidium
- Kaviria
- Kentrosphaera
- Kirilowia
- Kochia
- Kokera
- Krascheninnikovia
- Kyphocarpa
- Lagenantha
- Lagrezia
- Lecanocarpus
- Lestibudesia
- Leucosphaera
- Lipandra
- Lithophila
- Lopriorea
- Maireana
- Malacocera
- Manochlamys
- Marcellia
- Marcelliopsis
- Mechowia
- Melanocarpum
- Microcnemum
- Micromonolepis
- Monolepis
- Morocarpus
- Muratina
- Nanophyton
- Nelsia
- Neobassia
- Neocentema
- Neokochia
- Nitrophila
- Noaea
- Nothosaerva
- Nototrichium
- Nucularia
- Obione
- Ofaiston
- Oplotheca
- Osteocarpum
- Oxybasis
- Panderia
- Pandiaka
- Patellaria
- Patellifolia
- Pedersenia
- Petrosimonia
- Pfaffia
- Philoxerus
- Physandra
- Piptoptera
- Pityranthus
- Pleuropetalum
- Pleuropterantha
- Polycnemum
- Polyrhabda
- Pseudocentema
- Pseudodigera
- Psilodigera
- Psilotrichum
- Pterocalyx
- Ptilotus
- Pupalia
- Pyankovia
- Quaternella
- Rhagodia
- Rhaphidophyton
- Robynsiella
- Rosifax
- Salicornia
- Salsola
- Saltia
- Sarcocornia
- Schanginia
- Scleroblitum
- Sclerolaena
- Scleropus
- Sedobassia
- Seidlitzia
- Sericocoma
- Sericocomopsis
- Sericorema
- Sericostachys
- Serturnera
- Sevada
- Spinacia
- Spirobassia
- Suaeda
- Surreya
- Tecticornia
- Telanthera
- Teloxys
- Threlkeldia
- Tidestromia
- Traganum
- Trichinium
- Tryphera
- Turania
- Volkensinia
- Xylosalsola
- Zuckia

Selon DELTA Angio (3 juin 2016) :
- Achyranthes
- Achyropsis
- Acnida
- Aerva
- Allmania
- Alternanthera
- Amaranthus
- Arthraerua
- Blutaparon
- Bosea
- Brayulinea
- Calicorema
- Celosia
- Centema
- Centemopsis
- Centrostachys
- Chamissoa
- Charpentiera
- Chenopodiaceae
- Chionothrix
- Cyathula
- Dasysphaera
- Deeringia
- Digera
- Eriostylos
- Froelichia
- Gomphrena
- Gossypianthus
- Guilleminea
- Hebanthe
- Hemichroa
- Henonia
- Herbstia
- Hermbstaedtia
- Indobanalia
- Irenella
- Iresine
- Kyphocarpa
- Lagrezia
- Leucosphaera
- Lithophila
- Lopriorea
- Marcelliopsis
- Mechowia
- Nelsia
- Neocentema
- Nothosaerva
- Nototrichium
- Nyssanthes
- Pandiaka
- Pfaffia
- Philoxerus
- Pleuropetalum
- Pleuropterantha
- Polyrhabda
- Pseudogomphrena
- Pseudoplantago
- Pseudosericocoma
- Psilotrichopsis
- Psilotrichum
- Ptilotus
- Pupalia
- Quaternella
- Rosifax
- Saltia
- Sericocoma
- Sericocomopsis
- Sericorema
- Sericostachys
- Siamosia
- Stilbanthus
- Tidestromia
- Trichuriella
- Volkensinia
- Woehleria
- Xerosiphon

Selon ITIS (3 juin 2016) :
- Achyranthes L.
- Aerva Forssk.
- Allenrolfea Kuntze
- Alternanthera Forssk.
- Amaranthus L.
- Aphanisma Nutt. ex Moq.
- Arthrocnemum Moq.
- Atriplex L.
- Axyris L.
- Bassia All.
- Beta L.
- Blutaparon Raf.
- Camphorosma L.
- Celosia L.
- Centrostachys Wall.
- Chamissoa Kunth
- Charpentiera Gaudich.
- Chenopodium L.
- Corispermum L.
- Cyathula Blume
- Cycloloma Moq.
- Deeringia R. Br.
- Digera Forssk.
- Dysphania R. Br.
- Enchylaena R. Br.
- Exomis Fenzl ex Moq.
- Extriplex E.H. Zacharias
- Froelichia Moench
- Gomphrena L.
- Gossypianthus Hook.
- Grayia Hook. & Arn.
- Guilleminea Kunth
- Halimione Aellen
- Halocnemum M. Bieb.
- Halogeton C.A. Mey.
- Hermbstaedtia Rchb.
- Holmbergia Hicken
- Iresine P. Browne
- Kochia Roth
- Krascheninnikovia Gueldenst.
- Lithophila Sw.
- Maireana Moq.
- Micromonolepis Ulbr.
- Monolepis Schrad.
- Nitrophila S. Watson
- Nototrichium (A. Gray) W.F. Hillebr.
- Patellifolia A.J. Scott, Ford-Lloyd & J.T. Williams
- Pfaffia Mart.
- Philoxerus R. Br.
- Polycnemum L.
- Proatriplex (W.A. Weber) Stutz & G.L. Chu
- Psilotrichum Blume
- Salicornia L.
- Salsola L.
- Sarcocornia A.J. Scott
- Spinacia L.
- Stutzia E.H. Zacharias
- Suaeda Forssk. ex J.F. Gmel.
- Suckleya A. Gray
- Tidestromia Standl.

Selon Paleobiology Database (3 juin 2016) :
- Deeringia

Selon Tropicos (3 juin 2016) (Attention liste brute contenant possiblement des synonymes) :
- Acanthochiton Torr.
- Achyrantes L.
- Achyranthes L.
- Achyropsis (Moq.) Benth. & Hook. f.
- Acnida L.
- Acnide Mitch.
- Acroglochin Schrad.
- Adoceton Raf.
- Adoketon Raf.
- Aellenia Ulbr.
- Aerua Juss.
- Aerva Forssk.
- Agathophora (Fenzl) Bunge
- Agathophytum Moq.
- Agriophyllum M. Bieb.
- Albersia Kunth
- Alexandra Bunge
- Allaganthera Mart.
- Allemania Endl.
- Allenrolfea Kuntze
- Allmania R. Br. ex Wight
- Allmaniopsis Suess.
- Allochlamys Moq.
- Alternanthera Forssk.
- Amarantellus Speg.
- Amarantesia Regel
- Amaranthoides Mill.
- Amaranthus L.
- Amblogyna Raf.
- Ambrina Spach
- Amorgine Raf.
- Anabasis L.
- Anisacantha R. Br.
- Anserina Dumort.
- Anthochlamys Fenzl
- Aphanisma Nutt. ex Moq.
- Apterantha C.H. Wright
- Archiatriplex G.L. Chu
- Argyrostachys Lopr.
- Armola (Kirschl.) Friche-Joset & Montandon
- Arthraerua (Kuntze) Schinz
- Arthrocnemum Moq.
- Arthrophytum Schrenk
- Arthrotrichum F. Muell.
- Atriplex L.
- Austrobassia Ulbr.
- Axyris L.
- Babbagia F. Muell.
- Bajan Adans.
- Baolia H.W. Kung & G.L. Chu
- Bassia All.
- Belowia Moq.
- Belutta Raf.
- Berzelia Mart.
- Beta L.
- Bienertia Bunge ex Boiss.
- Blackiella Aellen
- Blitanthus Rchb.
- Bliton Adans.
- Blitum L.
- Blutaparon Raf.
- Borith Adans.
- Borsczowia Bunge
- Bosea L.
- Bosia Mill.
- Botrydium Spach
- Brachylepis C.A. Mey. ex Ledeb.
- Bragantia Vand.
- Brandesia Mart.
- Brayulinea Small
- Brezia Moq.
- Cadelari Adans.
- Cadelaria Raf.
- Calicorema Hook. f.
- Calvelia Moq.
- Camphorata Zinn
- Camphorosma L.
- Caroxylon Thunb.
- Caspia Galushko
- Celosia L.
- Centema Hook. f.
- Centemopsis Schinz
- Centrostachys Wall.
- Ceratocarpus L.
- Ceratospermum Pers.
- Chamissoa Kunth
- Charpentiera Gaudich.
- Chenolea Thunb.
- Chenoleoides (Ulbr.) Botsch.
- Chenopodina (Moq.) Moq.
- Chenopodium L.
- Chionothrix Hook. f.
- Chlamyphorus Klatt
- Chnoanthus Phil.
- Choriptera Botsch.
- Cladostachys D. Don
- Climacoptera Botsch.
- Cocchia Boehm.
- Cochliospermum Lag.
- Codivalia Raf.
- Coilocarpus Domin
- Coilosperma Raf.
- Coluppa Adans.
- Comphrena Aubl.
- Copianthus Hill
- Corispermum L.
- Cornulaca Delile
- Cremnophyton Brullo & Pavone
- Crucita L.
- Cruzita L.
- Cyathobasis Aellen
- Cyathula Blume
- Cycloloma Moq.
- Cyphocarpa Lopr.
- Cyrilwhitea Ising
- Darniella Maire & Weiller
- Dasycalyx F. Muell.
- Dasysphaera Volkens ex Gilg
- Deeringia R. Br.
- Dendroportulaca Eggli
- Desmochaeta DC.
- Dicraurus Hook. f.
- Dicrurus Post & Kuntze
- Didymanthus Endl.
- Digera Forssk.
- Dimeiandra Raf.
- Dimeianthus Raf.
- Diotis Schreb.
- Dipteranthemum F. Muell.
- Dissocarpus F. Muell.
- Duriala (R.H. Anderson) Ulbr.
- Dysphania R. Br.
- Echinopsilon Moq.
- Eclotoripa Raf.
- Einadia Raf.
- Enchylaena R. Br.
- Eremochion Gilli
- Eremophea Paul G. Wilson
- Eremosemium Greene
- Eriochiton (R.H. Anderson) A.J. Scott
- Eriostylos C.C. Towns.
- Esfandiaria Charif & Aellen
- Eurotia Adans.
- Euxolus Raf.
- Everion Raf.
- Exomis Fenzl ex Moq.
- Extriplex E.H. Zacharias
- Fadenia Aellen & C.C. Towns.
- Fredolia (Coss. & Durieu ex Bunge) Ulbr.
- Fremontia Torr.
- Froehlichia Endl.
- Froelichia Moench
- Froelichiella R.E. Fr.
- Galliaria Bubani
- Gamanthus Bunge
- Gandola Raf.
- Girgensohnia Bunge ex Fenzl
- Glomeraria Cav.
- Goerziella Urb.
- Gomotriche Turcz.
- Gomphraena Jacq.
- Gomphrena L.
- Goniotriche Turcz.
- Gonufas Raf.
- Gossypianthus Hook.
- Grayia Hook. & Arn.
- Gromphaena St.-Lager
- Grubovia Freitag & G. Kadereit
- Guilleminea Kunth
- Gyroptera Botsch.
- Hablitzia M. Bieb.
- Halanthium K. Koch
- Halarchon Bunge
- Halimione Aellen
- Halimocnemis C.A. Mey.
- Halimocnemum Lindemann
- Halocharis Moq.
- Halocnemum M. Bieb.
- Halogeton C.A. Mey.
- Halopeplis Bunge ex Ung.-Sternb.
- Halosarcia Paul G. Wilson
- Halostachys C.A. Mey. ex Schrenk
- Halothamnus Jaub. & Spach
- Halotis Bunge
- Haloxanthium Ulbr.
- Haloxylon Bunge
- Hammada Iljin
- Hebanthe Mart.
- Hebanthodes Pedersen
- Hebeanthe Rchb.
- Helicilla Moq.
- Hemichroa R. Br.
- Hemisteirus F. Muell.
- Henonia Moq.
- Herbstia Sohmer
- Hermbstaedtia Rchb.
- Hermstaedtia Steud.
- Heterostachys Ung.-Sternb.
- Holmbergia Hicken
- Hoplotheca Spreng.
- Horaninovia Fisch. & C.A. Mey.
- Hyparete Raf.
- Hypocylix Woł.
- Iljinia Korovin ex Iljin
- Indobanalia A.N. Henry & B. Roy
- Ireneis Moq.
- Irenella Suess.
- Iresine P. Browne
- Isgarum Raf.
- Kali Mill.
- Kalidiopsis Aellen
- Kalidium Moq.
- Kentropsis Moq.
- Kirilowia Bunge
- Kochia Roth
- Kranikofa Raf.
- Krascheninnikovia Gueldenst.
- Krasnikovia Raf.
- Lagenantha Chiov.
- Lagrezia Moq.
- Langia Endl.
- Lecanocarpus Nees, T. Nees & Sinning
- Lecosia Pedersen
- Lepiphaia Raf.
- Lestibondesia Rchb.
- Lestibudesia Thouars
- Leucosphaera Gilg
- Lipandra Moq.
- Lithophila Sw.
- Londesia Fisch. & C.A. Mey.
- Lophocarpus Link
- Lophoxera Raf.
- Lopriorea Schinz
- Maireana Moq.
- Malacocera R.H. Anderson
- Manochlamys Aellen
- Marcelliopsis Schinz
- Mechowia Schinz
- Meiomeria Standl.
- Melanocarpum Hook. f.
- Mengea Schauer
- Microcnemum Ung.-Sternb.
- Microgynoecium Hook. f.
- Micromonolepis Ulbr.
- Micropeplis Bunge
- Mogiphanes Mart.
- Monolepis Schrad.
- Montelia (Moq.) A. Gray
- Morrisiella Aellen
- Muratina Maire
- Nanophyton Less.
- Nelsia Schinz
- Neobassia A.J. Scott
- Neobotrydium Moldenke
- Neocentema Schinz
- Neopreissia Ulbr.
- Nevrolis Raf.
- Ninanga Raf.
- Nitrophila S. Watson
- Nitrosalsola Tzvelev
- Noaea Moq.
- Nothosaerva Wight
- Nototrichium W.F. Hillebr.
- Nucularia Batt.
- Nyssanthes R. Br.
- Obione Gaertn.
- Ofaiston Raf.
- Omegandra G.J. Leach & C.C. Towns.
- Oplotheca Nutt.
- Oreobliton Durieu
- Orthosporum (R. Br.) T. Nees
- Osteocarpum F. Muell.
- Ouret Adans.
- Oxybasis Kar. & Kir.
- Pachycornia Hook. f.
- Pachypharynx Aellen
- Panderia Fisch. & C.A. Mey.
- Pandiaka (Moq.) Hook. f.
- Patellifolia A.J. Scott, Ford-Lloyd & J.T. Williams
- Pedersenia Holub
- Pentrius Raf.
- Petrosimonia Bunge
- Pfaffia Mart.
- Philoxerus R. Br.
- Physandra Botsch.
- Physogeton Jaub. & Spach
- Piptoptera Bunge
- Pityranthus Mart.
- Pleuropetalum Hook. f.
- Pleuropterantha Franch.
- Poechia Endl.
- Polycnemum L.
- Polyrhabda C.C. Towns.
- Proatriplex (W.A. Weber) Stutz & G.L. Chu
- Pseudocentema Chiov.
- Pseudodigera Chiov.
- Pseudogomphrena R.E. Fr.
- Pseudoplantago Suess.
- Pseudosericocoma Cavaco
- Psilodigera Suess.
- Psilotrichopsis C.C. Towns.
- Psilotrichum Blume
- Pterocalyx Schrenk
- Pterochiton Torr. & Frém.
- Ptilothus Dumort.
- Ptilotus R. Br.
- Pupalia Juss.
- Quaternella Pedersen
- Rhagodia R. Br.
- Rhaphidophyton Iljin
- Robynsiella Suess.
- Rodetia Moq.
- Rosea Mart.
- Rosifax C.C. Towns.
- Roubieva Moq.
- Rovillia Bubani
- Roycea C.A. Gardner
- Rumicastrum Ulbr.
- Salicornia L.
- Salsola L.
- Saltia R. Br. ex Moq.
- Sarcathria Raf.
- Sarcocornia A.J. Scott
- Sarratia Moq.
- Schanginia C.A. Mey.
- Schoberia C.A. Mey.
- Sclerobassia Ulbr.
- Scleroblitum Ulbr.
- Sclerocalymma Asch.
- Sclerochlamys F. Muell.
- Sclerolaena R. Br.
- Scleropus Schrad.
- Sclerostegia Paul G. Wilson
- Sedobassia Freitag & G. Kadereit
- Seidlitzia Bunge ex Boiss.
- Senniella Aellen
- Sericocoma Fenzl
- Sericocomopsis Schinz
- Sericoma C. Krauss
- Sericorema (Hook. f.) Lopr.
- Sericostachys Gilg & Lopr.
- Sertuernera Mart.
- Sevada Moq.
- Siamosia K. Larsen & Pedersen
- Soda (Dumort.) Fourr.
- Spinacia L.
- Stachyarpagophora M. Gómez
- Steiremis Raf.
- Stelligera A.J. Scott
- Stilbanthus Hook. f.
- Stutzia E.H. Zacharias
- Suaeda Forssk. ex J.F. Gmel.
- Suckleya A. Gray
- Sukana Adans.
- Surreya R. Masson & G. Kadereit
- Sympegma Bunge
- Syoctonum Bernh.
- Tecticornia Hook. f.
- Tegicornia Paul G. Wilson
- Telanthera R. Br.
- Teleianthera Endl.
- Teloxys Moq.
- Teutliopsis (Dumort.) Čelak.
- Theleophyton (Hook. f.) Moq.
- Threlkeldia R. Br.
- Tidestromia Standl.
- Traganopsis Maire & Wilczek
- Traganum Delile
- Trichinium R. Br.
- Trichuriella Bennet
- Trikalis Raf.
- Uretia Raf.
- Volkensinia Schinz
- Vulvaria Bubani
- Woehleria Griseb.
- Xeraea Kuntze
- Xerandra Raf.
- Xerosiphon Turcz.
- Xylosalsola Tzvelev
- Yervamora Kuntze
- Zuckia Standl.

Selon World Register of Marine Species (3 juin 2016) :
- Alternanthera
- Amaranthus
- Arthrocnemum
- Atriplex
- Beta
- Blutaparon
- Celosia
- Chenopodium
- Halimione
- Iresine
- Obione
- Salicornia L.
- Salsola
- Sarcocornia
- Suaeda
- Tidestromia

### Liste des sous-familles, genres, espèces, sous-espèces, variétés, formes et non-classés
Selon NCBI (3 juin 2016) :
- genre Achyranthes
  - Achyranthes arborescens
  - Achyranthes aspera
    - variété Achyranthes aspera var. sicula

  - Achyranthes bidentata
  - Achyranthes japonica
- genre Achyropsis
  - Achyropsis avicularis
  - Achyropsis leptostachya
- sous-famille Aervoideae
  - genre Aerva
    - Aerva artemisioides
    - Aerva congesta
    - Aerva coriacea
    - Aerva javanica
    - Aerva lanata
    - Aerva leucura
    - Aerva microphylla
    - Aerva persica
    - Aerva revoluta
    - Aerva sanguinolenta
    - Aerva triangularifolia

  - genre Ptilotus
    - Ptilotus aervoides
    - Ptilotus albidus
    - Ptilotus alexandri
    - Ptilotus aphyllus
    - Ptilotus appendiculatus
    - Ptilotus aristatus
      - sous-espèce Ptilotus aristatus subsp. aristatus
      - sous-espèce Ptilotus aristatus subsp. micranthus

    - Ptilotus arthrolasius
    - Ptilotus astrolasius
    - Ptilotus auriculifolius
    - Ptilotus axillaris
    - Ptilotus beardii
    - Ptilotus beckerianus
    - Ptilotus blackii
    - Ptilotus calostachyus
    - Ptilotus capitatus
    - Ptilotus carinatus
    - Ptilotus chamaecladus
    - Ptilotus chippendalei
    - Ptilotus chortophytus
    - Ptilotus chrysocomus
    - Ptilotus clementii
    - Ptilotus clivicola
    - Ptilotus conicus
    - Ptilotus corymbosus
    - Ptilotus crispus
    - Ptilotus crosslandii
    - Ptilotus daphne
    - Ptilotus decalvatus
    - Ptilotus decipiens
    - Ptilotus declinatus
    - Ptilotus distans
    - Ptilotus drummondii
    - Ptilotus eriotrichus
    - Ptilotus esquamatus
    - Ptilotus exaltatus
      - variété Ptilotus exaltatus var. exaltatus
      - variété Ptilotus exaltatus var. villosus

    - Ptilotus exaltatus var. semilanatus x Ptilotus nobilis
    - Ptilotus exiliflorus
    - Ptilotus falcatus
    - Ptilotus fasciculatus
    - Ptilotus fusiformis
    - Ptilotus gardneri
    - Ptilotus gaudichaudii
      - sous-espèce Ptilotus gaudichaudii subsp. eremita
      - sous-espèce Ptilotus gaudichaudii subsp. gaudichaudii
      - sous-espèce Ptilotus gaudichaudii subsp. parviflorus

    - Ptilotus giganteus
    - Ptilotus gomphrenoides
    - Ptilotus grandiflorus
    - Ptilotus halophilus
    - Ptilotus helichrysoides
    - Ptilotus helipteroides
    - Ptilotus holosericeus
    - Ptilotus humilis
    - Ptilotus incanus
    - Ptilotus johnstonianus
    - Ptilotus kenneallyanus
    - Ptilotus latifolius
    - Ptilotus lazaridis
    - Ptilotus leucocomus
    - Ptilotus maconochiei
    - Ptilotus macrocephalus
    - Ptilotus manglesii
    - Ptilotus marduguru
    - Ptilotus mitchellii
    - Ptilotus mollis
    - Ptilotus murrayi
    - Ptilotus nobilis
      - sous-espèce Ptilotus nobilis subsp. nobilis
      - sous-espèce Ptilotus nobilis subsp. semilanatus

    - Ptilotus obovatus
      - variété Ptilotus obovatus var. obovatus

    - Ptilotus pedleyanus
    - Ptilotus polakii
      - sous-espèce Ptilotus polakii subsp. juxtus
      - sous-espèce Ptilotus polakii subsp. polakii

    - Ptilotus polystachyus
      - forme Ptilotus polystachyus f. polystachyus
      - forme Ptilotus polystachyus f. rubriflorus

    - Ptilotus procumbens
    - Ptilotus propinquus
    - Ptilotus pseudohelipteroides
    - Ptilotus pyramidatus
    - Ptilotus remotiflorus
    - Ptilotus rigidus
    - Ptilotus roei
    - Ptilotus rotundifolius
    - Ptilotus royceanus
    - Ptilotus schwartzii
    - Ptilotus seminudus
    - Ptilotus sericostachyus
    - Ptilotus sessilifolius
    - Ptilotus spathulatus
    - Ptilotus spicatus
    - Ptilotus stipitatus
    - Ptilotus stirlingii
      - sous-espèce Ptilotus stirlingii subsp. australis
      - sous-espèce Ptilotus stirlingii subsp. stirlingii

    - Ptilotus subspinescens
    - Ptilotus symonii
    - Ptilotus trichocephalus
    - Ptilotus whitei
- genre Agathophora
- genre Allmaniopsis
  - Allmaniopsis fruticulosa
- genre Alternanthera
  - Alternanthera albotomentosa
    - variété Alternanthera albotomentosa var. ecuadoriensis

  - Alternanthera altacruzensis
  - Alternanthera bettzickiana
  - Alternanthera brasiliana
  - Alternanthera caracasana
  - Alternanthera chacoensis
  - Alternanthera costaricensis
  - Alternanthera crucis
  - Alternanthera denticulata
  - Alternanthera elongata
  - Alternanthera ficoidea
  - Alternanthera filifolia
  - Alternanthera flava
  - Alternanthera flavescens
  - Alternanthera flavicoma
  - Alternanthera galapagensis
  - Alternanthera geniculata
  - Alternanthera halimifolia
  - Alternanthera kurtzii
  - Alternanthera laguroides
  - Alternanthera lanceolata
  - Alternanthera littoralis
    - variété Alternanthera littoralis var. maritima

  - Alternanthera macbridei
  - Alternanthera microphylla
  - Alternanthera nesiotes
  - Alternanthera obovata
  - Alternanthera olivacea
  - Alternanthera paronychioides
  - Alternanthera philoxeroides
  - Alternanthera porrigens
  - Alternanthera pubiflora
  - Alternanthera pungens
  - Alternanthera serpyllifolia
  - Alternanthera sessilis
  - Alternanthera snodgrassii
  - Alternanthera vestita
- genre Amaranthus
  - Amaranthus acanthochiton
  - Amaranthus acutilobus
  - Amaranthus albus
  - Amaranthus arenicola
  - Amaranthus asplundii
  - Amaranthus australis
  - Amaranthus blitoides
  - Amaranthus blitum
    - sous-espèce Amaranthus blitum subsp. blitum
    - sous-espèce Amaranthus blitum subsp. oleraceus
    - variété Amaranthus blitum var. pseudogracilis

  - Amaranthus californicus
  - Amaranthus capensis
  - Amaranthus caudatus
  - Amaranthus crassipes
  - Amaranthus crispus
  - Amaranthus cruentus x Amaranthus hybridus
  - Amaranthus deflexus
  - Amaranthus dubius
  - Amaranthus fimbriatus
  - Amaranthus floridanus
  - Amaranthus graecizans
    - sous-espèce Amaranthus graecizans subsp. aschersonianus
    - sous-espèce Amaranthus graecizans subsp. silvestris

  - Amaranthus greggii
  - Amaranthus hybridus
    - sous-espèce Amaranthus hybridus subsp. cruentus

  - Amaranthus hypochondriacus
  - Amaranthus muricatus
  - Amaranthus palmeri
  - Amaranthus palmeri x Amaranthus rudis
  - Amaranthus paniculatus
  - Amaranthus polygonoides
  - Amaranthus powellii
    - sous-espèce Amaranthus powellii subsp. bouchonii
    - sous-espèce Amaranthus powellii subsp. powellii

  - Amaranthus praetermissus
  - Amaranthus quitensis
  - Amaranthus retroflexus
  - Amaranthus roxburghianus
  - Amaranthus spinosus
  - Amaranthus standleyanus
  - Amaranthus taishanensis
  - Amaranthus tamaulipensis
  - Amaranthus tenuifolius
  - Amaranthus thunbergii
  - Amaranthus tricolor
  - Amaranthus tuberculatus
  - Amaranthus viridis
  - Amaranthus wrightii
- genre Arthraerua
  - Arthraerua leubnitziae
- genre Bosea
  - Bosea cypria
  - Bosea yervamora
- genre Calicorema
  - Calicorema capitata
  - Calicorema squarrosa
- genre Celosia
  - Celosia argentea
  - Celosia cristata
  - Celosia trigyna
- genre Centemopsis
  - Centemopsis kirkii
  - Centemopsis micrantha
  - Centemopsis trinervis
- genre Centrostachys
  - Centrostachys aquatica
- genre Chamissoa
  - Chamissoa acuminata
  - Chamissoa altissima
- genre Charpentiera
  - Charpentiera obovata
  - Charpentiera ovata
  - Charpentiera tomentosa
- genre Cyathula
  - Cyathula achyranthoides
  - Cyathula cylindrica
  - Cyathula officinalis
  - Cyathula prostrata
- genre Cyphocarpa
  - Cyphocarpa angustifolia
  - Cyphocarpa trichinoides
- genre Deeringia
  - Deeringia amaranthoides
  - Deeringia arborescens
  - Deeringia mirabilis
  - Deeringia polysperma
- genre Froelichia
  - Froelichia arizonica
  - Froelichia drummondii
  - Froelichia floridana
  - Froelichia gracilis
  - Froelichia interrupta
    - variété Froelichia interrupta var. alata
    - variété Froelichia interrupta var. colimensis

  - Froelichia latifolia
  - Froelichia texana
  - Froelichia tomentosa
  - Froelichia xantusii
- sous-famille Gomphrenoideae
  - genre Blutaparon
  - genre Gomphrena
    - Gomphrena boliviana
    - Gomphrena celosioides
      - forme Gomphrena celosioides f. aureiflora
      - forme Gomphrena celosioides f. roseiflora

    - Gomphrena elegans
    - Gomphrena ferruginea
    - Gomphrena flaccida
    - Gomphrena fuscipellita
    - Gomphrena globosa
    - Gomphrena gnaphiotricha
    - Gomphrena graminea
    - Gomphrena haageana
    - Gomphrena haenkeana
    - Gomphrena kanisii
    - Gomphrena macrocephala
    - Gomphrena mandonii
    - Gomphrena nealleyi
    - Gomphrena nitida
    - Gomphrena pulchella
    - Gomphrena serrata
    - Gomphrena sonorae
    - Gomphrena vaga

  - genre Irenella
    - Irenella chrysotricha

  - genre Iresine
    - Iresine alternifolia
    - Iresine angustifolia
    - Iresine arbuscula
    - Iresine calea
    - Iresine cassiniiformis
    - Iresine diffusa
      - forme Iresine diffusa f. lindenii

    - Iresine grandis
    - Iresine herbstii
    - Iresine heterophylla
    - Iresine leptoclada
    - Iresine palmeri
    - Iresine schaffneri

  - genre Philoxerus
    - Philoxerus portulacoides
    - Philoxerus vermicularis

  - genre Woehleria
    - Woehleria serpyllifolia
- genre Gossypianthus
  - Gossypianthus lanuginosus
- genre Guilleminea
  - Guilleminea densa
    - variété Guilleminea densa var. aggregata

  - Guilleminea gracilis
- genre Hebanthe
  - Hebanthe eriantha
  - Hebanthe grandiflora
  - Hebanthe occidentalis
  - Hebanthe paniculata
- genre Hermbstaedtia
  - Hermbstaedtia glauca
- genre Leucosphaera
  - Leucosphaera bainesii
- genre Lithophila
  - Lithophila muscoides
- genre Marcelliopsis
  - Marcelliopsis splendens
- genre Mechowia
  - Mechowia grandiflora
- genre Nothosaerva
  - Nothosaerva brachiata
- genre Nototrichium
  - Nototrichium divaricatum
  - Nototrichium humile
  - Nototrichium sandwicense
- genre Nyssanthes
  - Nyssanthes diffusa
- genre Pandiaka
  - Pandiaka angustifolia
- genre Pedersenia
  - Pedersenia argentata
  - Pedersenia cardenasii
  - Pedersenia volubilis
- genre Pfaffia
  - Pfaffia aurata
  - Pfaffia dunaliana
  - Pfaffia fruticulosa
  - Pfaffia glomerata
  - Pfaffia iresinoides
  - Pfaffia jubata
  - Pfaffia tuberosa
- genre Pleuropetalum
  - Pleuropetalum darwinii
  - Pleuropetalum sprucei
- genre Pleuropterantha
  - Pleuropterantha revoilii
- sous-famille Polycnemoideae
  - genre Hemichroa
    - Hemichroa pentandra

  - genre Nitrophila
    - Nitrophila atacamensis
    - Nitrophila australis
    - Nitrophila mohavensis
    - Nitrophila occidentalis

  - genre Polycnemum
    - Polycnemum arvense
    - Polycnemum fontanesii
    - Polycnemum heuffelii
    - Polycnemum majus
    - Polycnemum perenne
    - Polycnemum verrucosum

  - genre Surreya
    - Surreya diandra
    - Surreya mesembryanthema
- genre Pseudoplantago
  - Pseudoplantago friesii
- genre Psilotrichum
  - Psilotrichum africanum
  - Psilotrichum elliotii
  - Psilotrichum ferrugineum
  - Psilotrichum gnaphalobryum
  - Psilotrichum sericeum
- genre Pupalia
  - Pupalia lappacea
- genre Sericocoma
  - Sericocoma avolans
  - Sericocoma heterochiton
- genre Sericorema
  - Sericorema remotiflora
  - Sericorema sericea
- genre Sericostachys
  - Sericostachys scandens
- genre Tidestromia
  - Tidestromia carnosa
  - Tidestromia lanuginosa
    - sous-espèce Tidestromia lanuginosa subsp. eliassoniana
    - sous-espèce Tidestromia lanuginosa subsp. lanuginosa

  - Tidestromia rhizomatosa
  - Tidestromia suffruticosa
    - variété Tidestromia suffruticosa var. oblongifolia
    - variété Tidestromia suffruticosa var. suffruticosa

  - Tidestromia tenella
  - Tidestromia valdesiana
- genre Xerosiphon
  - Xerosiphon angustiflorus
  - Xerosiphon aphyllus
- non-classé unclassified Amaranthaceae
  - Amaranthus cruentus/Amaranthus hypocondriacus mixed library
  - Suaeda maritima/Salicornia brachiata mixed EST library
  - Suaeda maritima/Sesuvium portulacastrum mixed EST library